# Karl Jansen
Karl Jansen (n. 28 mai 1908, Eickel⁠(d), Regatul Prusiei, Imperiul German – d. 14 noiembrie 1961, Essen, Germania) a fost un halterofil german, medaliat olimpic. A participat la o ediție a Jocurilor Olimpice (1936) în care a câștigat o medalie de bronz.

## Participări
Lista de mai jos prezintă principalele competiții la care a participat Karl Jansen de-a lungul carierei.
- weightlifting at the 1936 Summer Olympics – men's 67.5 kg[*]